# Helena Pavlovna (Carlota de Württemberg)
Helena Pavlovna da Rússia (9 de janeiro de 1807 - 2 de fevereiro de 1873) foi a esposa do grão-duque Miguel Pavlovich da Rússia filho mais novo do czar Paulo I da Rússia e da sua consorte, a czarina Maria Feodorovna (nascida princesa Sofia Doroteia de Württemberg). Helena era sobrinha-neta da czarina. Era filha de Paulo de Württemberg que era filho do rei Frederico I de Württemberg e da Princesa Augusta de Brunsvique-Volfembutel. Sua mãe Carlota de Saxe-Hildburghausen era filha do duque Frederico, Duque de Saxe-Altemburgo e da duquesa Carlota Jorgina de Mecklemburgo-Strelitz. 

## Biografia

### Primeiros anos
Helena Pavlovna nasceu como princesa Frederica Carlota Maria de Württemberg, sendo a filha mais velha do príncipe Paulo de Württemberg e da sua esposa, a princesa Carlota de Saxe-Hildburghausen. A infância da princesa até aos nove anos não foi muito feliz, e foi causada por problemas familiares."O amante da vida dispersa e um homem de carácter inquieto", o pai de Carlota não podia viver com o seu irmão mais velho, que se tornou rei em 1816, e em 1815 mudou-se de Estugarda para Paris. Em Paris, seu pai entregou suas filhas Carlota e Paulina para a pensão de escritor francês Mrs Campan, onde as meninas fizeram amizade com as filhas do general napoleônico Conde Walter. No colégio interno, a educação sistemática substituiu para a pequena Carlota a presunção e a dureza de uma avó rabugenta, a filha de Jorge III de Inglaterra, e a crueldade do seu pai. Durante o período parisiense, ela foi influenciada pelo famoso estudioso natural Professor Georges Cuvier, com quem se correspondeu extensivamente depois de deixar Paris. Mesmo assim, "Lottie", como ela foi chamada na família, adorava estudar, e sabendo Cuvier deu-lhe um incentivo em estudar ciências. A sua casa era bastante modesta comparada com os padrões da realeza.

#### Noivado e casamento

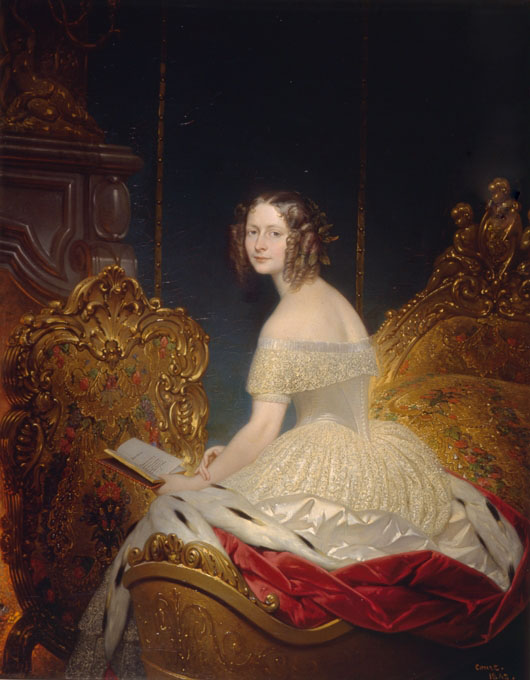
Retrato da Grã-Duquesa Helena Pavlovna, por Joseph-Desire Court

Em 1822, Carlota ficou noiva do grão-duque Miguel Pavlovich da Rússia. De acordo com as memórias do conde Moriol, o noivo não tinha sentimentos ternos pela noiva, mas era subordinado à imperatriz. O conde escreveu em 1823, antes do primeiro encontro da noiva: "Esta viagem foi muito inquietante para ele e, esquecendo qualquer cautela, ele encontrou sua frieza, ou melhor, desgosto com a nova posição que ele estava enfrentando". Esta atitude foi provavelmente devido à influência do irmão mais velho de Constantino Pavlovich, que após o casamento fracassado com uma princesa  alemã apoiou o seu irmão mais novo em não querer casar com uma delas. Dizia-se que Carlota era uma mulher excepcional, muito inteligente e madura para a sua tenra idade de quinze anos.    
Em 1823, converteu-se à Igreja Ortodoxa Russa, mudando de nome para Helena Pavlovna. No dia 20 de fevereiro de 1824 casou-se com Miguel em São Petersburgo e passou a viver no Palácio Mikhailovsky. As relações entre os cônjuges não eram originalmente calorosas. A falta de atenção de Miguel à esposa chocou até seus irmãos. Em maio de 1828, Constantino Pavlovich escreveu a seu irmão Nicolau: “A posição de Elena Pavlovna é um insulto ao orgulho feminino e à delicadeza geralmente característica das mulheres. esta é uma mulher perdida, se a posição deplorável em que ela ocupa não for mudada".   
A princesa era uma mulher altamente educada, com uma ampla gama de conhecimentos, enquanto o Grão-Duque se dedicava inteiramente aos assuntos do exército. Foi dito sobre ele que "além dos regulamentos do exército, não abriu um único livro". Por mais que ela tentasse se adequar aos gostos de seu marido, o Grão-Duque tentou evitar a companhia de sua esposa, Miguel Pavlovich não era muito agradável e tinha as maneiras de um solteiro mal-educado, apesar de tudo ele reconheceu que seu casamento foi um arranjo político e "perdoou-a por ela ter sido escolhida para ser sua esposa". A imperatriz Isabel Alexeievna mostrou-se certa, quando escreveu logo após o casamento: "Espera-se que, com perseverança da parte dela, o tempo mude esse triste relacionamento". Contudo, o casamento foi infeliz.   
Quando a imperatriz viúva Maria Feodorovna morreu em 1828, a vila e palácio de Pavlovsk passaram para Miguel e Helena, eles o visitaram com frequência. 
Helena era uma amiga chegada do seu cunhado Alexandre I da Rússia e da sua esposa Isabel Alexeievnae também não demorou a fazer amizade com a tímida Maria Alexandrovna, esposa do então czarevitch Alexandre. 
Ela ficou viúva aos 42 anos, tendo sido casada por 23 anos. Apesar de todas as brigas entre os cônjuges, a morte de seu marido foi um choque terrível para ela. 

## Descendência

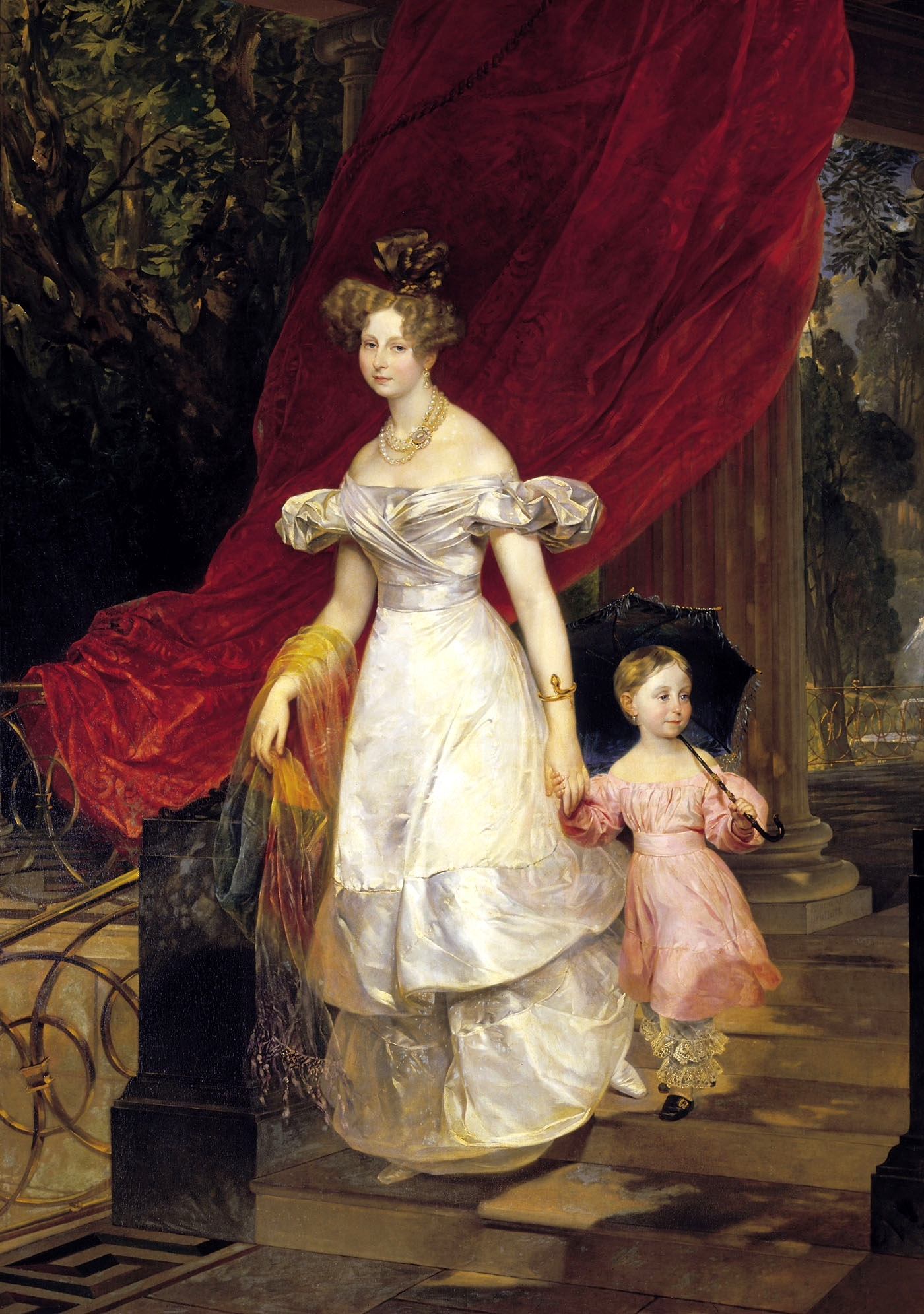
Helena Pavlovna com a filha Maria

O seu casamento, não foi feliz. Miguel apenas se interessava pelo exército e ignorava-a. Apesar de tudo o casal teve cinco filhas:
1. Maria Mikhailovna da Rússia (9 de março de 1825 - 19 de novembro de 1846), morreu aos vinte-e-um anos de idade; sem descendência.
2.  Isabel Mikhailovna da Rússia (26 de maio de 1826 - 28 de janeiro de 1845), casou-se com Adolfo de Luxemburgo; sem descendência (morreu ao dar à luz uma filha natimorta).
3. Catarina Mikhailovna da Rússia (28 de agosto de 1827 - 12 de maio de 1894), casou-se com o duque Jorge de Mecklemburgo-Strelitz; com descendência.
4. Alexandra Mikhailovna da Rússia (28 de janeiro de 1831 - 27 de março de 1832), morreu aos dois anos de idade.
5. Ana Mikhailovna da Rússia (27 de outubro de 1834 - 22 de março de 1836), morreu aos dezassete meses de idade.
Em 1831, Helena deu à luz uma quarta criança, uma menina Alexandra. No entanto, a bebê morreu no ano seguinte, a quinta criança nasceu em 1834. A menina foi chamada Ana, que viveu até dois anos de idade e morreu em 1836, Isabel (1826-1845) casou-se com Adolfo, Duque de Nassau em 1844, mas morreu no parto  menos de um ano depois com 18 anos. Um ano depois, em Viena, a filha mais velha, Maria (1825-1846), que tinha apenas 21 anos, morreu nos braços de seu pai.
Depois disso, Helena Pavlovna dedicou-se plenamente a atividades sociais e de caridade. Em memória de suas filhas falecidas, ela fundou em 1844 o Hospital Clínico Isabel para crianças pequenas em São Petersburgo, e o Horfanato Isabel e Maria em Moscou e Pavlovsk. O Hospital Elisavetin foi o primeiro centro especializado para a formação de pediatras. 

## Atividades Sociais
Em 24 de outubro de 1828, a imperatriz-viúva Maria Fedorovna morreu, de acordo com o seu testamento, a grã-duquesa ficou encarregada da administração dos Institutos Mariinsky e Obstetrícia. A partir desse momento, os problemas de medicina estavam constantemente à cargo de Helena Pavlovna, ela mostrou ser uma defensora carinhosa e sempre estava envolvida nos detalhes das instituições é assumiu a gestão do Hospital Maximiliano, que Helena Pavlovna transformou completamente, expandindo significativamente e abrindo o departamento estacionário. Ela também foi responsável pela primeira escola de mulheres Santa Helena na Rússia.      

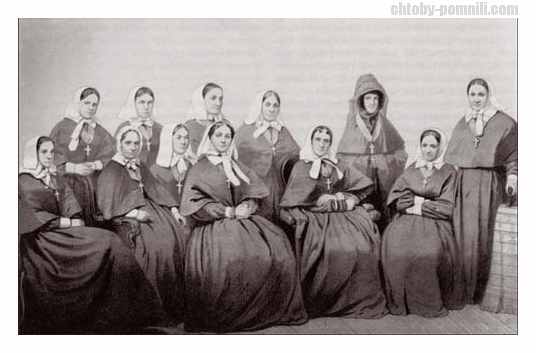
A grã-duquesa Helena Pavlovna entre as irmãs da misericórdia em meados da década de 1850.

Durante a Guerra da Crimeia, ela decidiu fundar a primeira comunidade fraternal a trabalhar em hospitais de campo, a Comunidade das Irmãs da Misericórdia da Cruz Feminina foi criada em novembro de 1854, Helena Pavlovna escreveu a todas as mulheres russas, não vinculadas pelas responsabilidades familiares, com um apelo por ajuda aos doentes e feridos. A Grã-duquesa financiou as atividades da comunidade, foi diariamente aos hospitais e enfaixou suas feridas com as próprias mãos. E em muitos aspectos se tornou a precursora do trabalho do Movimento Internacional da Cruz Vermelha. A iniciativa de Helena estava de acordo com, as ações de Florence Nightingale. Após o fim da Guerra da Criméia, 80 irmãs da Comunidade da Santa Cruz decidiram não voltar para casa, mas continuar a viver na comunidade. No início, a comunidade estava localizada no Palácio Mikhailovsky, e em 1860 ela encontrou um prédio separado para a comunidade, abriu um hospital para os mais pobres, um ambulatório para pacientes que receberam medicamentos gratuitos, uma escola e material didático. Todos os custos de manutenção da comunidade foram arcados por Helena, as irmãs cuidavam de pacientes nos hospitais marítimos de São Petersburgo e Kronstadt, em dois hospitais de trabalhadores e no hospital Maximiliano. Em 1856, a pedido dela as irmãs da comunidade receberam uma medalha como recompensa pelos atos de caridade.      

### Círculo politico e social
No entanto, Helena encontrará o seu lugar na nova pátria, a residência do casal, no Palácio Mikhailovsky, foi visitado pelas pessoas mais proeminentes da sua era. Havia políticos, diplomatas estrangeiros, escritores, músicos. Segundo a etiqueta, a Grã-Duquesa não podia convidar aqueles que não pertenciam à "alta sociedade", então os convites foram enviados em nome de suas damas de companhia. A morte súbita do grão-duque Miguel Pavlovich em 1849 trouxe uma grande mudança na vida de Helena . A residência tornou-se o centro de toda a sociedade inteligente, graças a estas reuniões, Ela ganhou um peso político considerável nos círculos judiciais e na sociedade, foi uma das primeiras a libertar servos em uma de suas propriedades. Em sua sala de estar em São Petersburgo se reuniram os apoiantes das ideias reformistas do jovem imperador. Em 1861, após a adoção da Abolição a servidão na Rússia, a Grã-Duquesa foi a primeira a receber das mãos de Alexandre II uma medalha de ouro pelo trabalho sobre a libertação dos camponeses.    

### Apoio cultural
Também incentivou Anton Rubinstein na abertura da Sociedade Russa de Música e do Conservatório de Petersburgo, para abrir as primeiras aulas do conservatório, a princesa vendeu algumas das suas joias de família. Um dos primeiros alunos do conservatório foi Piotr Ilyich Tchaikovsky. Em novembro de 1865, Tchaikovsky fez sua primeira apresentação pública como pianista e compositor. Os músicos russos e estrangeiros, sempre ficaram impressionados com a profundidade do conhecimento de Helena.

Além da música a grã-duquesa apoiou financeiramente, os pintores Karl Brullov e Ivan Aivazovsky. Helena não era apenas uma especialista em literatura russa. Ela foi dedicada à poesia por Pushkin e Tyutchev. A princesa leu a prosa de Gogol e contribuiu para a publicação de seus escritos. Também estava interessada em descobertas científicas, doou fundos para a pesquisa da Academia Russa de Ciências, e contribuiu para a expedição do viajante Nikolai Mikluho-Mclay para as Ilhas do Pacífico. 

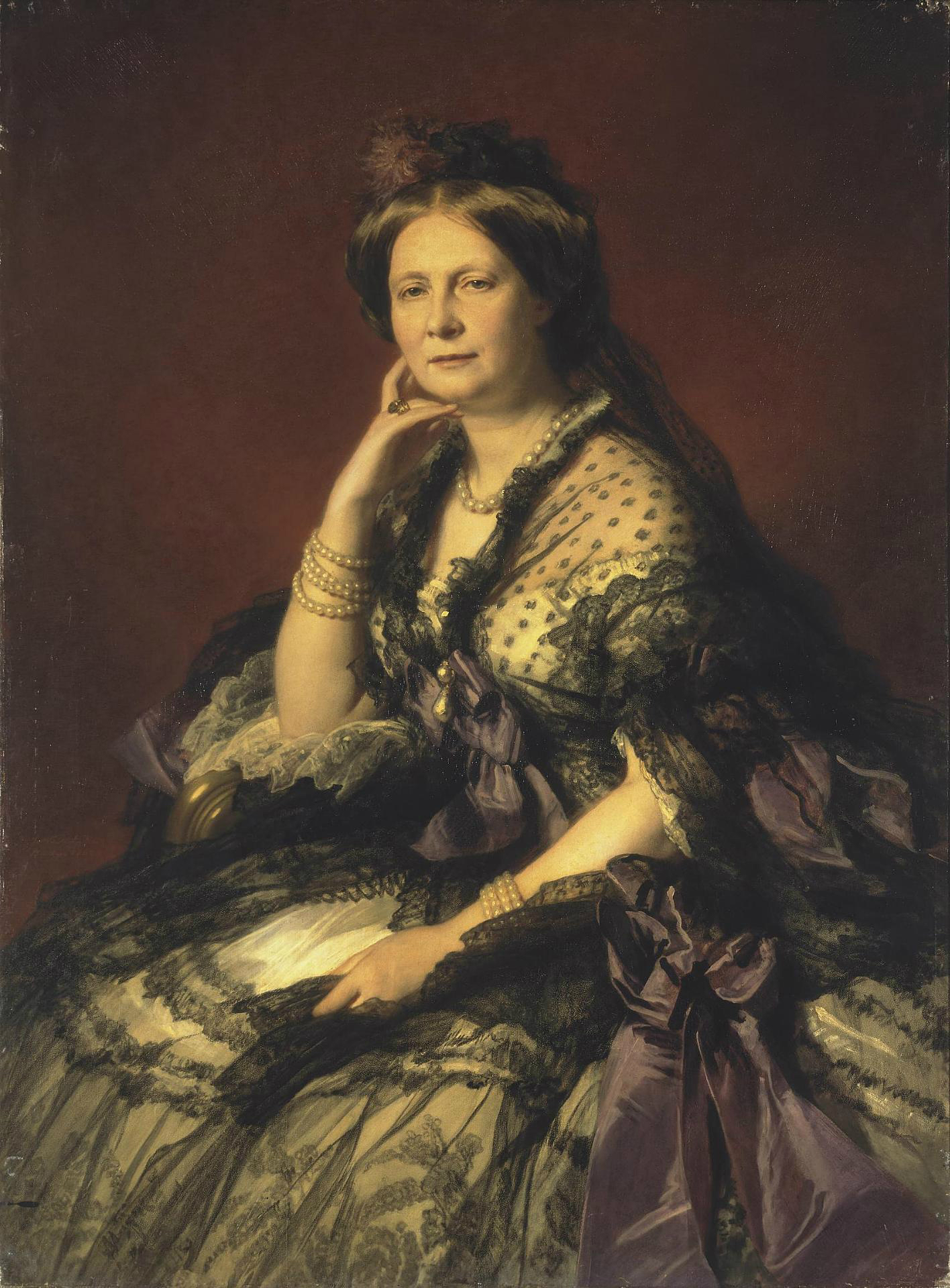
Grã-Duquesa Elena Pavlovna da Rússia nascida Princesa Charlotte de Wurttemberg. _{Fraz Xaver Winterhalter, 1862}

## Últimos anos
Nos últimos anos de sua vida, a Grã-duquesa queria fundar uma instituição médica na qual os médicos pudessem melhorar suas atividades práticas e que, ao mesmo tempo, pudesse se tornar um centro unificador das atividades científicas e educacionais dos médicos. A ideia da princesa só foi concretizada após sua morte com a abertura em 1885 do "Instituto Clínico da Grã-duquesa Helena Pavlovna" (Instituto Clínico Eleninsky).   
No final de 1871, Helena Pavlovna adoeceu com uma inflamação na cabeça, o que resultou em um terrível cansaço. Por recomendação dos médicos, ela foi para a Itália e se estabeleceu em Florença, onde recuperou sua vitalidade. No entanto, houve outra fraqueza, desejando morrer em casa, Helena Pavlovna decidiu voltar para a Rússia. Nem o conselho nem a persuasão dos outros poderiam impedi-la de voltar a São Petersburgo. Em estado febril apressou a sua viagem, nos primeiros dez dias  lá sentiu uma maré de força e recebeu visitas no seu aniversário. Em 1 de janeiro de 1873, ela não pôde comparecer ao Palácio de Inverno. Na noite de 4 de janeiro, ela começou a vomitar e foi incapaz de sair da cama, e em 8 de janeiro ela sofreu um súbito declínio na atividade cardíaca e paralisia cerebral. Ela morreu em 9 de janeiro de 1873 em São Petersburgo. Ela está enterrada no Túmulo Imperial na Catedral de Petropavlovsk em São Petersburgo, ao lado de seu marido e filhas Alexandra e Ana. A Grã-duquesa foi uma das mulheres mais notáveis de seu tempo, é segundo ela: "Alemã por origem, mas Russa em espírito".
Helena morreu em 1873, aos sessenta-e-seis anos de idade.

## Genealogia
| Helena Pavlovna da Rússia | Pai: Paulo de Württemberg           | Avô paterno: Frederico I de Württemberg               | Bisavô paterno: Frederico II Eugénio, Duque de Württemberg                 |
| Helena Pavlovna da Rússia | Pai: Paulo de Württemberg           | Avô paterno: Frederico I de Württemberg               | Bisavó paterna: Frederica de Brandemburgo-Schwedt                          |
| Helena Pavlovna da Rússia | Pai: Paulo de Württemberg           | Avó paterna: Augusta de Brunsvique-Volfembutel        | Bisavô paterno: Carlos Guilherme Fernando, Duque de Brunsvique-Volfembutel |
| Helena Pavlovna da Rússia | Pai: Paulo de Württemberg           | Avó paterna: Augusta de Brunsvique-Volfembutel        | Bisavó paterna: Augusta da Grã-Bretanha                                    |
| Helena Pavlovna da Rússia | Mãe: Carlota de Saxe-Hildburghausen | Avô materno: Frederico, Duque de Saxe-Altemburgo      | Bisavô materno: Ernesto Frederico III, Duque de Saxe-Hildburghausen        |
| Helena Pavlovna da Rússia | Mãe: Carlota de Saxe-Hildburghausen | Avô materno: Frederico, Duque de Saxe-Altemburgo      | Bisavó materna: Ernestina Augusta de Saxe-Weimar                           |
| Helena Pavlovna da Rússia | Mãe: Carlota de Saxe-Hildburghausen | Avó materna: Carlota Jorgina de Mecklemburgo-Strelitz | Bisavô materno: Carlos II de Mecklemburgo-Strelitz                         |
| Helena Pavlovna da Rússia | Mãe: Carlota de Saxe-Hildburghausen | Avó materna: Carlota Jorgina de Mecklemburgo-Strelitz | Bisavó materna: Frederica de Hesse-Darmstadt                               |